# The Last Vegas
The Last Vegas é uma banda de hard rock estadunidense formada em 2003 em Chicago,
com influencias de Mötley Crüe, Skid Row, Guns N' Roses e Aerosmith. Em 2009, a banda lançou seu primeiro álbum com a gravadora Eleven Seven Music, Whatever Gets You Off, que teve produção de Nikki Sixx.
O último álbum de estúdio da banda foi Eat Me, lançado em 2016.

## Discografia
- 2004 - You Want to Know How to Love Me/S & M
- 2004 - Lick 'Em and Leave Em
- 2006 - Seal the Deal
- 2007 - High Class Trash EP
- 2008 - The Last Vegas
- 2009 - Whatever Gets You Off
- 2012 - Bad Decisions
- 2014 - Sweet Salvation
- 2016 - Eat Me